# Warschauer Vertrag (1773)
Der Vertrag von Warschau vom 18. September 1773 war ein in Warschau zwischen dem König von Polen Stanisław August Poniatowski und der Rzeczpospolita einerseits und dem preußischen König Friedrich II. anderseits abgeschlossener Vertrag. Er entstand in der Folge der ersten Teilung Polens 1772.
In dem in französischer Sprache abgefassten Vertragswerk wurden u. a. Rechtsansprüche geltend gemacht, die sich aus nicht eingehaltenen Vereinbarungen des Vertrags von Bromberg vom 6. November 1657 ergeben hatten.
Das Gebiet von Pommerellen, das der Deutsche Orden im Zweiten Frieden von Thorn 1466 an Polen hatte abtreten müssen, wurde  größtenteils an Preußen übergeben. Die Lande Lauenburg und Bütow traten in ein neues Verhältnis zu Preußen ein. Im Artikel V des Vertrags wurde vereinbart, dass Polen auf die Starostei Draheim, die in der ersten Hälfte des 15. Jahrhunderts durch Polen von der Neumark Brandenburg abgetrennt und später Pfandbesitz von Brandenburg-Preußen geworden war,  für alle Zukunft unwiderruflich verzichtet. Die polnischen katholischen Geistlichen, die in dem Gebiet Immobilien besaßen, durften diese behalten, und es wurde ihnen freie Religionsausübung zugesichert.
An den Verhandlungen, die zur Übergabe Pommerellens an Preußen und zum endgültigen Verzicht Polens auf das Gebiet von Draheim, das in älterer Zeit einmal zum Besitztum der pommerschen Herzöge gehört hatte, geführt hatten, war der Minister Ewald Friedrich von Hertzberg beteiligt gewesen.